# The Blaze
The Blaze — паризький гурт, створений родичами Гійомом і Джонатаном Аріком. Дует здебільшого відомий кінематографічними відеозаписами.

## Музична кар'єра
Гійом Арік і Джонатан Арік почали займатися музикою разом, коли Джонатан, який навчався в кіношколі в Брюсселі, попросив Гійома попрацювати з ним над саундтреком до музичного відео.
Як дует, вони назвали себе The Blaze. Це означає силу та тепло, а також «ім'я» у французькому сленгу.
Стиль гурту полягає в одночасному створенні звуку та візуального ряду, особливо міцного зв'язку між музикою та зображенням.
У січні 2016 року вони випустили своє дебютне відео «Virile» на Bromance Records. Диск виграв нагороду UK Music Music Award (UKMVA) за найкраще альтернативне відео — International того ж року.
7 квітня 2017 року було випущено дебютний мініальбом, Territory, на новому лейблі Animal 63 (очолюваний видавничою компанією Savoir Faire та Believe Digital). Серед шести композицій були «Virile» та «Territory». Кліп «Territory», випущений у лютому 2017 року, отримав гран-прі креативного кінофестивалю Каннські леви 2017 року, за найкращу режисуру від Берлінської музичної відеопремії та Найкраще міжнародне танцювальне відео UK MVA.
«Heaven», третій кліп, вийшов у лютому 2018 року. Це ідилічна сцена на свіжому повітрі серед родини та друзів. Кліп став останньою частиною відеотриптиху.
2018 року гурт виступав на європейських та американських фестивалях, включаючи Coachella, Primavera Sound, фестиваль Roskilde, Lollapalooza, Pitchfork Paris, Parklife, Lovebox та фестивалі Reading and Leeds.
Їх дебютний повнометражний альбом Dancehall вийшов у вересні 2018 року. Серед 10 треків: сингл «Heaven», «She» та «Faces», які вийшли влітку 2018 року.

## Дискографія

### Альбоми
- Dancehall (Animal 63 / Columbia / RCA, 2018)

### Мініальбоми
- Territory (Animal 63 / Columbia / RCA, 2017)

### Сингли
| Назва       | Рік  | Альбом              |
| ----------- | ---- | ------------------- |
| "Dreamer"   | 2023 | Jungle              |
| "Eyes"      | 2023 | Jungle              |
| "Somewhere" | 2020 | Позаальбомний сингл |
| "She"       | 2018 | Dancehall           |
| "Queens"    | 2018 | Dancehall           |
| "Heaven"    | 2018 | Dancehall           |
| "Territory" | 2017 | Territory           |
| "Virile"    | 2017 | Territory           |